# Dãy núi Gorce
Dãy núi Gorce ( tiếng Ba Lan: Gorce [ɡɔrˈt͡sɛ] ) là một phần của dãy núi phía Tây Beskids , trải rộng khắp phía nam Ba Lan . Chúng nằm ở tỉnh Małopolska, ở cực tây của dãy Carpathian kéo dài khoảng 1500 km về phía đông, ở phía bên kia sông Dunajec . Dãy Gorce được đặc trưng bởi nhiều rặng núi vươn tới mọi hướng trong phạm vi lên tới 40 km từ Đông sang Tây, với một loạt các độ cao cao hơn bị cắt bởi các thung lũng sông sâu.
Phạm vi bị chi phối bởi khoảng một chục đỉnh núi thoải bao gồm Turbacz (cao nhất, ở mức 1310m trên mực nước biển) ở trung tâm và - quay mặt về hướng đông; Jaworzyna Kamienicka ( 1288m ); Kiczora ( 1282m ), Kudłoń ( 1276m ), Przysłop, Czoło và Gorc Kamienicki. Sườn núi phía đông nam của dãy Gorce trải dài tới dãy Pieniny (bị cắt bởi đèo Ochotnica ), với Lubań ( 1225m ) là đỉnh cao nhất của nó theo sau là Pasterski Wierch, Runek và Marszałek. Các rặng núi phía tây bắc bao gồm Obidowiec và đỉnh Suhora (1000 m) có đài quan sát thiên văn thuộc sở hữu và điều hành bởi Đại học Sư phạm Kraków .
Có một số hang động nhỏ hơn ở Gorce, được chạm khắc trong đá trầm tích và các khối cuội kết của nó tạo thành Vành đai Flysch Carpathian . Lượng mưa hàng năm cao là do không khí bị các ngọn núi đẩy lên và tích tụ thành mây. Nước mưa chảy nhanh theo mọi hướng do mặt đất dày đặc và bị bao phủ bởi cây cỏ ; nuôi sống sông Raba ở phía tây bắc của Gorce và Dunajec ở phía đông nam. Các con sông khác, được hình thành bởi các ngọn núi bao gồm Kamienica ( 35 km chiều dài), Ochotnica ( 24 km ) và porbianka ( 13 km ), cũng như các dòng lớn như Turbacz, Gorcowy và Lopuszna trong số những dòng khác. Thành phố chính là Nowy Targ trên Dunajec bên dưới thung lũng Podhale, với những ngôi làng giải trí lớn bao gồm Krościenko nad Dunajcem, Szczawa và Ochotnica .

## Địa lý

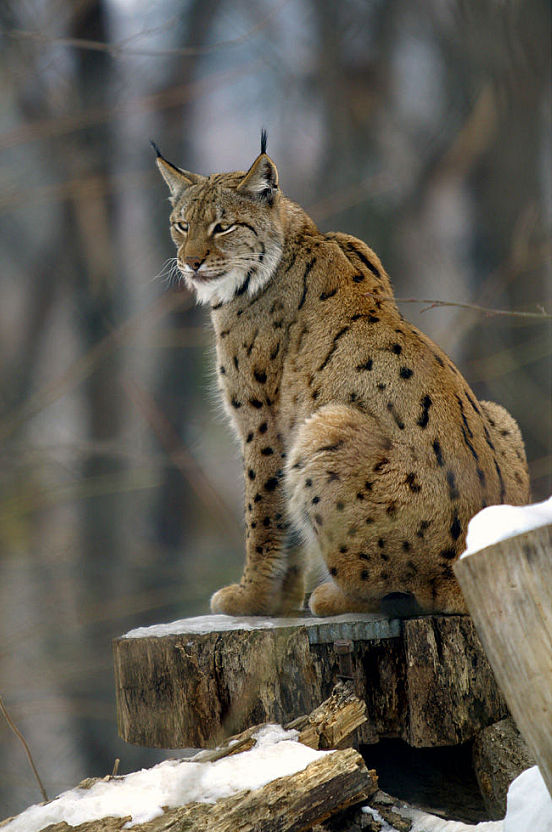
Một con Linh miêu trong Công viên Quốc gia Gorce

Một phần của dãy núi Gorce được bảo vệ trong Công viên Quốc gia Gorce ( tiếng Ba Lan: Gorczański Park Narodowy ), một khu bảo tồn chim và khu vực bảo tồn đa dạng sinh học được chỉ định vào năm 1981 bởi tỉnh Małopolska, với khu vực được bảo vệ nghiêm ngặt bao gồm 3611   ha, trên tổng diện tích công viên 7030 ha , ở phần cao nhất của Gorce.
Động vật hoang dã bao gồm gần 50 loài động vật có vú, với sói và linh miêu ở đầu; gấu nâu ít gặp hơn, và lutra ( rái cá châu Âu quý hiếm), cũng như chồn và lửng thường được tìm thấy đào dưới đồng cỏ. Các chuột sóc nâu và chuột sóc rừng cùng với chuột glis đều được bảo vệ nghiêm ngặt. Có hơn 200 con hươu đỏ được đếm trong khu vực công viên, cũng như hoẵng và lợn rừng, cáo, mèo hoang, thỏ rừng, chồn hôi và chồn ecmin (ermine). Loài bò sát và động vật lưỡng cư bao gồm kỳ nhông lửa ( tiếng Latinh: Salamandra salamandra , loài lưỡng cư duy nhất (một trong hai loài Salamandridae ) sinh ra con cái được hình thành đầy đủ ở độ cao lớn; biểu tượng của Công viên), cũng như hơn chín mươi loài chim sinh sản bao gồm cú, đại bàng, chim ưng, cá mú, cò đen và những loài khác.
Ở dãy núi Gorce, có hàng trăm loài thực vật, bao gồm cả thực vật Alps và Subalpine, mọc trên đồng cỏ và các khu vực rừng thưa. Rừng bao phủ khoảng 65% các ngọn núi, ở bốn cấp độ khác nhau theo độ cao. Các loài cây phổ biến nhất là sồi, vân sam và linh sam, với tuổi trung bình lên tới 100 năm.
Cảnh quan Gorce đã bị thay đổi bởi hoạt động của con người. Những người định cư ban đầu xuất hiện ở khu vực Gorce vào thế kỷ thứ 12. Tu viện đầu tiên được xây dựng tại Ludźmierz bởi các tu sĩ Cisterian vào năm 1234. Trong suốt triều đại của Casimir III Đại đế (Kazimierz Wielki) các lâu đài đầu tiên được xây dựng, kể cả trong Czorsztyn, và nhiều hơn nữa các khu định cư mới, chẳng hạn như thị trấn Krościenko (1348) và các làng: Kluszkowce (1307), Grywałd (1330), và Tylmanowa (1336), được thành lập dọc biên giới với Vương quốc Hungary, tiếp theo là khai thác gỗ và vận chuyển thương mại gia tăng. Tuy nhiên, rừng Gorce phải chịu thiệt hại nhiều nhất trong thế kỷ 19 trong thời kỳ đế quốc Áo-Hung. Cây đã bị chặt trên diện rộng, đặc biệt là ở những khu vực dễ tiếp cận.
Dãy núi Gorce là một khu du lịch nổi tiếng, với bốn mươi con đường mòn được đánh dấu rõ ràng cho các chuyến đi bộ đường dài hai đến bốn giờ, chia thành các cấp độ khó khác nhau với khoảng cách tối đa 17 km ( Đường mòn Raba  Niżna-Turbacz, dài gấp đôi chiều dài trung bình). Đáng chú ý, màu sắc của vệt sáng (dấu hiệu, được cài đặt bởi PTTK cho người đi bộ và người trượt tuyết) với mụch đích nhằm giúp mọi người biết các đường mòn chính và phụ với chiều dài và hướng khác nhau, ví dụ: màu đỏ và màu xanh biểu thị các đường mòn ở phía đông hướng tây nam và bắc-nam, trong khi các vòng ngắn nhất thường sử dụng màu vàng.
1. Đỏ, đường mòn dài nhất, chạy dọc toàn bộ dãy núi từ cực đông Kroscienko nad Dunajcem, tới Rabka-Zdroj ở cực tây.
2. Đường Xanh dương, từ đèo Snozka (Przełęcz Snozka) ở phía nam, tới Kamienica phía bắc.
3. Đường Xanh lá, từ Tylmanowa, Niedzwiedz, Nowy Targ (quận) cắt qua các đỉnh cao nhất (Turbacz, Lubań).
4. Đường Vàng, từ Ochotnica Gorna, Poreba Wielka, Raba Nizna tới PTTK nhà gỗ trên núi.
5. Đường Đen; từ Szczwa, Lubomierz, Lopuszna, Mszana Dolna, Rabka-Zdroj cắt qua hàng loạt các đồng cỏ và đèo.